# Carlos V (chocolate)
Carlos V é uma marca de chocolate popular no México, produzida desde a década de 1970 neste país e lançada em 2005 nos Estados Unidos pela Nestlé.

## Conceito
O chocolate é nomeada em homenagem a Carlos V, Imperador Romano-Germânico (conhecido em inglês como Carlos V e às vezes chamado de Carlos I em espanhol porque esse era seu título como governante da Espanha). Ele introduziu o chocolate nas cortes da Europa.
O doce é conhecido por seu slogan de marketing "El Rey de los Chocolates", em espanhol para "O Rei dos Chocolates". A Nestlé se refere aos doces em inglês como "O 'rei' das barras de chocolate no México".
A marca é popular no México. Foi propriedade da empresa mexicana de chocolate La Azteca (The Aztec) entre os anos 1970 e 1990, quando foi comprada pela Nestlé. La Azteca era anteriormente uma subsidiária da Quaker Oats Company.
A barra de confeitaria é composta principalmente de chocolate ao leite e contém leite em pó.
Em 2019 foi lançada a versão orgânica do chocolate.

## Disponibilidade
O produto está disponível em um pacote de 6 unidades, um pacote de conveniência de 32 unidades e uma caixa de 96 unidades. O Candy Blog analisou o lançamento deste produto em 2005, dois anos antes de ser oficialmente lançado ao público. Ele está disponível principalmente no México, mas mundialmente em algumas lojas.